# La Frontière éclatée
La Frontière éclatée est le troisième volume de la série spéciale de La Grande Anthologie de la science-fiction, paru en novembre 1989.
L'ouvrage, consacré (comme les autres volumes de la série spéciale) aux auteurs francophones, réunit treize nouvelles publiées entre 1979 et 1986.

## Publication
- Gérard Klein, Ellen Herzfeld et Dominique Martel (dir.), La Frontière éclatée, coll. « Le Livre de poche » no 7113, 1989.

## Extrait de la préface
« (…) La Frontière éclatée, troisième volume de l'Anthologie de la science-fiction française, couvre les années 1979 à 1984, George Orwell ayant proposé une inévitable césure à cette exploration de l'avenir à travers l'imaginaire. (…) Dessoûlée, débarrassée de ses tribuns de bistrot, la science-fiction française se cherche. Curieusement, elle va se trouver une sorte d'unité, certes non concertée, autour du thème de l'art et de l'artiste et plus généralement des talents, comme il ressort de la présente sélection. Il est sans doute utile de souligner que cette convergence, manifeste dans cinq des nouvelles choisies et au moins présente dans la plupart des autres, a surpris les anthologistes eux-mêmes. (…) Mais que ce soit par réaction à l'indifférence d'un lectorat moutonnier, ou sous l'influence, largement inconsciente, de l'évolution de la société en général, la plupart des auteurs de talent ont montré durant les années 80 une prédilection pour l'invention d'univers disloqués, incompréhensibles, aux limites de la logique, où déambulent des personnages impuissants, reflétant sans doute un monde social problématique où la maîtrise du destin s'annonce très incertaine tant pour les individus que pour les groupes. Sans s'être donné le mot, ni avoir constitué d'écoles ou de chapelles durables, ils proposent une littérature de l'Errance qui contraste fortement avec l'optimisme conquérant de l’avenir ou le pessimisme argumenté des futurs calamiteux, caractéristiques des années précédentes. Leur maître secret ou avoué est encore Philip K. Dick. (…). »
— Préface, p. 5, 6 et 9

## Liste et résumés des nouvelles

### Rien qu'un peu de cendre, et une ombre portée sur un mur
- Nouvelle fantastique de Jean-Pierre Andrevon, parue dans le recueil Futurs Intérieurs, août 1984.
- Situation dans le recueil : p. 11 à 30.
- Intrigue : Virginie est une petite fille comme n'importe quelle autre petite fille de son âge. Un jour, un chien l'attaque : il disparaît. Puis la tante acariâtre de Virginie la brime : la tante disparaît. Un camion lancé à grande vitesse risque de percuter Virginie : il disparaît. Au fil des années, Virginie comprend qu'elle dispose d'un don, celui de faire disparaître les personnes méchantes ou malveillantes, ou les objets néfastes, dans un endroit inconnu. Vers 19 ans, elle a un petit ami. Au moment où il veut faire l’amour avec elle, l'inconscient de Virginie se rebelle : considéré comme une menace, le petit ami disparaît. Puis lorsque le père de Virginie a le cancer, la jeune femme lutte contre cet ennemi mouvant et microscopique logé dans le corps d'un autre. Un jour, le cancer du père disparaît, les médecins crient au miracle. Mais la situation internationale s'aggrave, les États s'affrontent, la guerre nucléaire va avoir lieu. Virginie parvient à détruire tous les armements et à repousser les armées ennemies. La guerre totale n'aura pas lieu, mais au prix de la mort de Virginie, qui disparaît de la surface de la Terre ; il ne reste d'elle « rien qu'un peu de cendre, et une ombre portée sur un mur ».
- Lien externe : notice sur iSFdb.
- Publications de la nouvelle :
  - Fiction spécial n° 34, éditions OPTA, 1984.
  - Sous le regard des étoiles, éditions de l'Aurore, 1989.
  - Les Enfants du mirage, tome 2, éditions Naturellement, 2002.
  - Demain le monde, éd. Le Bélial, 2013.

### Dori et la suite
- Nouvelle de Dominique Douay, parue dans le recueil Le Monde est un théâtre, décembre 1981.
- Situation dans le recueil : p. 31 à 53.
- Intrigue : L'arrivée d'une espèce d'extraterrestres sur Terre, les Thexius, crée des problèmes. Les Thexius sont humanoïdes et les relations sexuelles entre Thexius et humains sont possibles. Le narrateur, qui est marié avec Blanche, tombe amoureux de l'exotique Dori et entame une relation extraconjugale avec elle. Mais un jour Dori décide de rompre leur relation, à la grande déception du narrateur. C'est alors que Blanche, son épouse, le trompe avec un beau Thexiu.
- Lien externe : notice sur iSFdb.

### Cosmosculpture
- Nouvelle d'Yves Frémion, parue dans le recueil Rêves de sable, Châteaux de sang, 1986.
- Situation dans le recueil : p. 54 à 74.
- Intrigue : Steve Biku est un artiste qui ne travaille pas ses œuvres d'art avec une base matérielle (tableau, bois, fer, plastique, etc.) : il travaille sur l’espace, le cosmos, les constellations. Il donne à voir à son public des « Cosmosculptures » qui sont des représentations stylisées et imaginaires de constellations, de quasars, de galaxies. Il devient très vite un artiste d'avant-garde que tout le monde s'arrache. Un jour il tombe amoureux de la belle Farida Jean. Les deux se marient et décident de faire de leur amour une véritable œuvre d'art. Quelques mois après leur mariage, Farida meurt d'un infarctus. Steve Biku se suicide et demande que leurs deux corps soient embaumés et enduits d'une matière plastique translucide qui permette qu'on les voit. Il a demandé que les corps soient placés bien en vue au sommet d'une jolie colline. Il a réalisé là son œuvre d'art ultime : la représentation, par leur couple uni pour l’éternité, de l'Amour.
- Lien externe : notice sur iSFdb.

### Off
- Nouvelle de Serge Brussolo, parue dans le recueil Vue en coupe d'une ville malade, 1980.
- Situation dans le recueil : p. 75 à 116.
- Remarque : nouvelle de tonalité « science-fiction new wave ».
- Intrigue : La société a évolué. Les gens demandent désormais du confort et du calme. Et par voie de conséquence, ils réclament une baisse de la pollution sonore ainsi qu'une forme de silence imposé. On a créé des « absorbeurs de son » qui permettent d'écrêter les bruits les plus élevés. Il existe une Police du bruit qui pourchasse les irréductibles. Le niveau global de la violence a certes baissé dans la société, mais à quel prix ? Les gens deviennent mous et avachis. Les deux héros sont le narrateur et la femme qu'il aime, Shakaloa. Ils ne sont pas satisfaits par ce silence imposé et se révoltent contre la société en faisant le plus de bruit possible. La fin du récit montre qu'ils perdront leur combat.
- Lien externe : notice sur iSFdb.

### Détails de l'exposition
- Nouvelle de Jean-Claude Dunyach, parue dans Univers 1983, juin 1983.
- Situation dans le recueil : p. 117 à 127.
- Remarque : nouvelle la plus courte de l'anthologie (10 pages).
- Intrigue : Le récit est un extrait d'un catalogue relatif à une exposition consacrée aux œuvres picturales d'un peintre japonais qui a atteint la plénitude de son art et qui est capable de voyager en pensée dans le temps…

### Aussi lourd que le vent…
- Nouvelle de Serge Brussolo.
- Situation dans le recueil : p. 128 à 185.
- Intrigue : Elsy Willoc est chargée par son patron d'assister Nellie Armstrong, une créatrice de génie qui procède à la « sculpture vocale ».

### Histoire d'amour avec drame
- Nouvelle de Georges Panchard, parue dans le magazine Fiction no 338, mars 1983.
- Situation dans le recueil : p. 186 à 221.
- Intrigue : Dans ce récit a priori déroutant, Mahhaïa tente de faire face à la mort de son époux, Pulchran, en voyageant mentalement dans d'autres contrées grâce à des drogues qui agissent sur l’esprit. Elle a aussi acheté un robot qui imite parfaitement les faits et gestes, ainsi que la voix et le comportement, de Pulchran. Elle sait que son robot n'est pas son époux, mais elle a tellement besoin d'amour et de réconfort que, malgré tout, elle ne parvient pas à s'en passer.
- Lien externe : notice sur iSFdb.

### Un bonheur sans nuages
- Nouvelle de Bernard Mathon, parue dans le magazine Fiction no 316, mars 1981.
- Situation dans le recueil : p. 222 à 264.
- Intrigue : Fran et son épouse Gen sont abonnés au robot-météo Georges. Mais leur couple bat de l’aile : ils interagissent souvent dans le mode conflictuel. Cela pèse à Fran, qui se demande comment retrouver l'harmonie avec Gen. Il a l'idée de créer un programme spécial au sein de Georges. Ce programme, intitulé « Gen », est calqué sur la météo : Fran est programmé comme étant des masses d'air chaudes, Gen comme des masses d'air froides, et le but de Georges va être de l'aider de manière que les masses d'air chaudes et froides se concilient pour donner un climat tempéré. Évidemment, tout ne va pas se passer comme prévu…

### Les Risques du métier
- Nouvelle de Richard Canal, parue dans le magazine « Fiction » no 348, février 1984.
- Situation dans le recueil : p. 265 à 281.
- Intrigue : Stéphane est un homme doté de pouvoirs télépathiques : il a le don de lire les pensées de certains criminels. Or depuis quelques semaines, un tueur étrangle méticuleusement des femmes seules. Et ce soir là, Stéphane « pressent » que l'étrangleur va récidiver…

### Où le voyageur imprudent tente d'effacer…
- Nouvelle de Jean-Pierre Hubert, parue dans le magazine Fiction no 312, octobre 1980.
- Situation dans le recueil : p. 282 à 302.
- Intrigue : Pour gagner des années de vie supplémentaires, il faut nettoyer son passé : Herriep doit tuer son double âgé de 25 ans. Si tuer son double n'est pas un problème, c'est plus difficile de tuer aussi la jeune femme qu'il aimait alors, la belle Marianne. Il ne parvient pas à commettre le double meurtre, si bien que sa vie ne sera pas prolongée.
- Remarque : le nom du personnage principal, « Herriep » est presque l'inverse des lettres « pierre H », une partie de l'identité de l'auteur de la nouvelle.
- Lien externe : notice sur iSFdb.

### Coineraine
- Nouvelle d'Agnès Guitard[1] parue en 1983.
- Situation dans le recueil : p. 303 à 334.
- Intrigue : Le narrateur est Niriff et évoque le drôle animal qu'est Coineraine, un « Irgal ».
- Lien externe : notice sur iSFdb.

### La Vallée des ascenseurs
- Nouvelle de Sylviane Corgiat et Bruno Lecigne, parue dans Univers 1983 (anthologie de Joëlle Wintrebert), éd. J'ai lu no 1491, 1983.
- Situation dans le recueil : p. 335 à 373.
- Intrigue : La nouvelle est composée de cinq sections.
- Lien externe : notice sur iSFdb.

### La Machine lente du temps
- Nouvelle d'Élisabeth Vonarburg parue en 1984.
- Situation dans le recueil : p. 374 à 442.
- Remarque : nouvelle la plus longue de l'anthologie (68 pages).
- Intrigue : Egon travaille dans une lamasserie quelque part dans l’Himalaya. Le Centre prépare au « Grand Voyage », pour celles et ceux qui le souhaitent (appelés les « Aspirants »). Il s'agit, par le truchement du « Pont », d'envoyer les Aspirants dans d'autres univers parallèles. Un soir, on fait entrer dans le Centre une jeune fille de 19 ans, Talitha Mélanéwic, qui rappelle à Egon une femme qu'il avait jadis aimée…

## Autres chapitres du recueil
- Dictionnaire des auteurs + biographies : pages 443 à 452.
- Table des matières : pages 453-454.
- Index des nouvelles parues dans La Grande Anthologie de la science-fiction : pages 455 à 473.